# Guerra de tomàquets de Reus
La guerra de tomàquets de Reus és una festa que se celebra al migdia del dissabte de carnaval. L'acte representa una batalla on les armes i la munició són tomàquets. El camp de batalla és la plaça del Mercadal, on hi ha l'ajuntament de Reus. S'hi participa per equips, normalment d'uns deu components o més, i els que hi volen anar per lliure. La indumentària pot ser molt variada, normalment es porta roba vella i algun cartró però, hi ha exèrcits o participants que utilitzen armadures, cascs, i fins i tot algun estendard. La gent que hi va té diversos objectius, hi ha gent que només hi va per tirar uns quants tomàquets, però els que hi van per guanyar, hi han d'anar preparats, i mentalitzats perquè és bastant dur.